# Dánská 1. divize 1967
Dánská 1. divize 1967 byla nejvyšší dánskou fotbalovou soutěží v roce 1967. Vítězem se stal a do Poháru mistrů evropských zemí 1968/69 se kvalifikoval tým Akademisk Boldklub, Veletržní pohár 1968/69 hrály týmy København Boldklub a Boldkluben 1909. Účast v Poháru vítězů pohárů 1968/69 si zajistil vítěz poháru Randers Freja, který nehrál nejvyšší dánskou soutěž.
Ligy se zúčastnilo celkem 12 celků, soutěž se hrála způsobem každý s každým doma-venku (celkem tedy 22 kol) systémem jaro-podzim. Poslední dva celky přímo sestoupily.

## Tabulka
| Poř. | Tým                  | Z  | V  | R | P  | VG | OG | B  |
| ---- | -------------------- | -- | -- | - | -- | -- | -- | -- |
| 1.   | Akademisk Boldklub   | 22 | 14 | 3 | 5  | 42 | 28 | 31 |
| 2.   | Boldklubben Frem     | 22 | 12 | 5 | 5  | 43 | 24 | 29 |
| 3.   | AC Horsens           | 22 | 11 | 6 | 5  | 36 | 44 | 28 |
| 4.   | Hvidovre IF          | 22 | 9  | 9 | 4  | 32 | 18 | 27 |
| 5.   | Aalborg Boldspilklub | 22 | 7  | 9 | 6  | 38 | 36 | 23 |
| 6.   | Esbjerg fB           | 22 | 9  | 4 | 9  | 32 | 36 | 22 |
| 7.   | KB Kodaň             | 22 | 7  | 7 | 8  | 34 | 30 | 21 |
| 8.   | Vejle Boldklub       | 22 | 9  | 3 | 10 | 44 | 40 | 21 |
| 9.   | Odense BK            | 22 | 4  | 9 | 9  | 23 | 41 | 17 |
| 10.  | Aarhus GF            | 22 | 6  | 4 | 12 | 36 | 44 | 16 |
| 11.  | B 1903 Kodaň         | 22 | 5  | 5 | 12 | 35 | 41 | 15 |
| 12.  | Køge BK              | 22 | 4  | 6 | 12 | 30 | 43 | 14 |

|  | Pohár mistrů evropských zemí 1968/69 |
|  | Pohár vítězů pohárů 1968/69          |
|  | Veletržní pohár 1968/69              |
|  | Sestup do 2. divize                  |